# Schweizer Literatur
Die Literatur der Schweiz unterscheidet nach den vier Landessprachen deutsche, französische, italienische und rätoromanische Literatur. Die Schriftsteller aller Landesteile sind heute in einem gemeinsamen Autorenverband organisiert, dem Verein Autorinnen und Autoren der Schweiz (AdS).

### Literatur seit dem Zweiten Weltkrieg

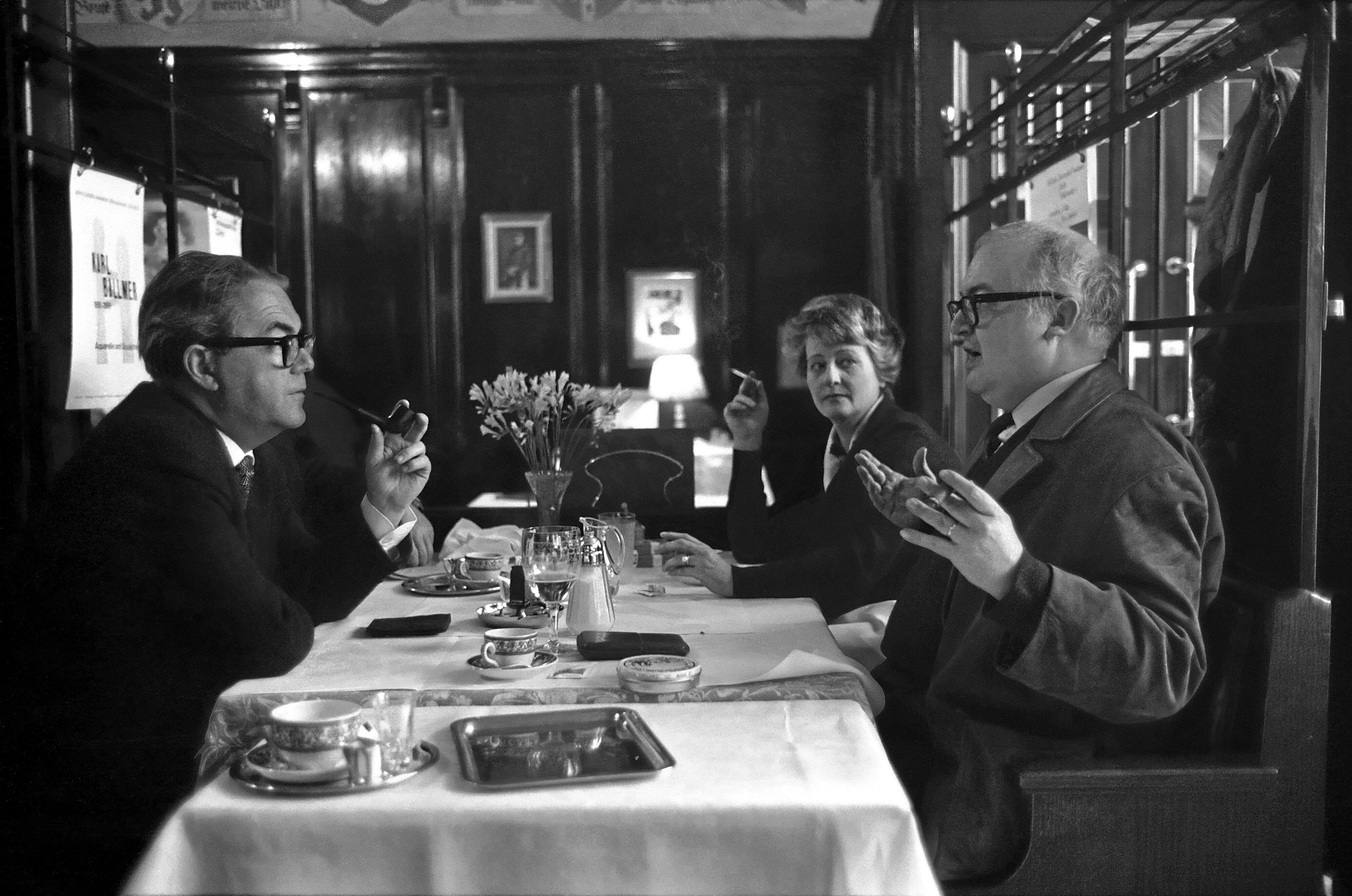
Max Frisch (links) und Friedrich Dürrenmatt (rechts) in der Kronenhalle in Zürich 1961

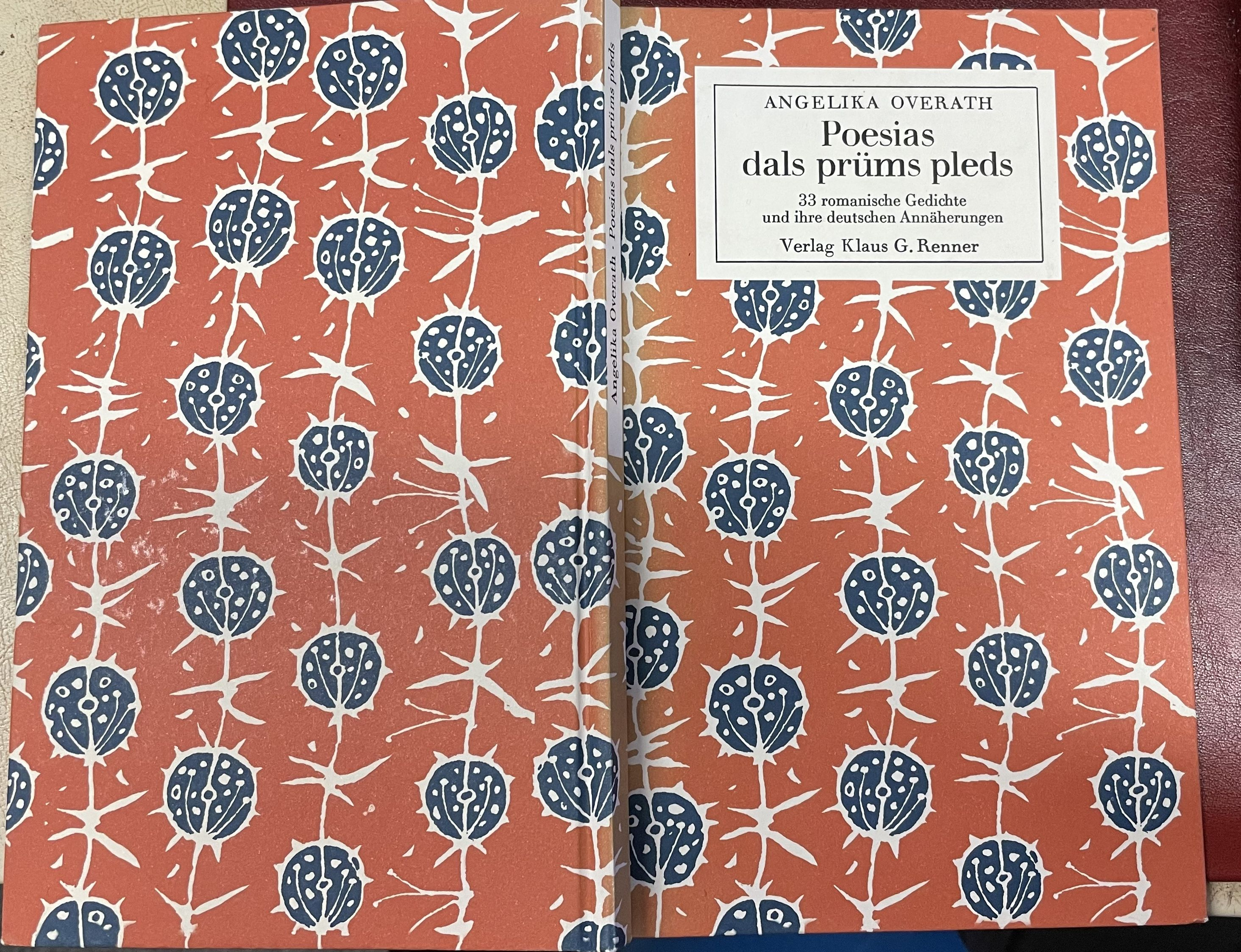
Erstausgabe der zweisprachigen Gedichte von Angelika Overath